# Primula bulleyana
Primula bulleyana is een plant uit de sleutelbloemfamilie.
In het Engels is het een van de twee soorten die 'Candelabra Primrose' worden genoemd. De andere soort is de nauw verwante Primula beesiana. De soort is afkomstig uit China.
De soort werd door George Forrest in 1908 voor het eerst in Engeland ingevoerd. Hij deed dit in opdracht van Arthur Kilpin Bulley, directeur van plantenkwekerij Bees Ltd. en naar hem is de soort genoemd.
De 50 cm hoge stengel komen groepsgewijs op uit een bladrozet. De plant houdt van een lichte, vochtige omgeving zoals naast een vijver.
... · P. auricula (Aurikel) · 
P. beesiana · 
P. bulleyana · 
P. clusiana · 
P. denticulata ·  
P. elatior (Slanke sleutelbloem) · 
P. farinosa · 
P. florindae · 
P. glutinosa (Kleverige sleutelbloem) · 
P. hirsuta · 
P. japonica · 
P. minima (Dwergsleutelbloem) · 
P. nutans · 
P. rosea · 
P. scandinavica · 
P. scotica · 
P. sieboldii · 
P. stricta · 
P. veris (Gulden sleutelbloem) · 
P. vulgaris (Stengelloze sleutelbloem) · ...